# Борха-и-Веласко, Гаспар де
Гаспар де Борха-и-Веласко (исп. Gaspar de Borja y Velasco; 26 июня 1580, Вильяльпандо — 28 декабря 1645, Мадрид) — кардинал из испанской ветви рода Борджиа (Борха).

## Биография
Внук св. Франциско Борджиа, сын 6-го герцога Гандия и дочери 4-го герцога Фриаса из рода Веласко. Благодаря протекции своего двоюродного брата, герцога Лермы, в 1611 году получил кардинальскую шапку. После отзыва из Неаполя другого двоюродного брата, герцога Осуны, временно исполнял обязанности вице-короля.
В 1616—1619 и 1631—1634 годах кардинал Борджиа официально представлял при папском дворе испанскую корону. Недостаток такта в обращении с папой Урбаном VIII лишил его перспектив стать третьим папой Борджиа. В разгар Тридцатилетней войны, в 1632 году, он публично обвинил профранцузски настроенного понтифика в предательстве интересов католических держав и даже пригрозил ему низложением.
В 1627—1628 годах занимал пост камерленго. В 1630 году получил назначение на епископскую кафедру Альбано, затем переведён на архиепископскую кафедру в Севилью. Примасом Испании кардинал Борджиа стал незадолго до смерти, сразу после избрания нового папы Иннокентия X.